# Heavenly Recordings
Heavenly Recordings — британський лейбл звукозапису, заснований 1990 року.
Незалежний лейбл Heavenly Recordings було засновано 1990 року. Його власником був 28-річний Джефф Барретт, який мав досвід роботи в музичній індустрії як менеджер, промоутер, пресаташе та керівник відділу з пошуку талантів. Серед артистів, чиї записи виходили на лейблі — гурти Saint Etienne, Doves, Manic Street Preachers, співачка Бет Ортон.
Окрім звукозапису, 1994 року Джефф Барретт разом із Робіном Тернером започаткували в Лондоні традицію клубних вечірок The Heavenly Sunday Social. Саме на них, зокрема, починали свою кар'єру музиканти гурту The Chemical Brothers. 1999 року Барретт та Тернер відкрили в центрі міста бар The Social.
Загалом на Heavenly Recordings вийшло понад 200 записів, що зробило Heavenly одним з найвідоміших інді-лейблів Великої Британії, поряд з Rough Trade та Factory. 2020 року у видавництві White Rabbit вийшла книга Робіна Тернера Believe in Magic: 30 Years of Heavenly Recordings (укр. Вірте в магію: 30 років Heavenly Recordings), присвячена лейблові.